# 東涌新發展碼頭巴士總站
東涌新發展碼頭巴士總站位於新界離島區東涌海濱路近東涌新發展碼頭，為一個路邊總站，現時有3條巴士路線以此為總站，另有5條巴士路線及1條專線小巴路線途經。

## 總站路線

### 新大嶼山巴士37S線
- 東涌新發展碼頭 → 東涌站巴士總站

### 龍運巴士E32A線
- 葵芳（南） ↔ 東涌發展碼頭

### 龍運巴士E43線
- 粉嶺（華明） ↔ 東涌新發展碼頭

## 途經路線

### 新大嶼山巴士37H線
- 迎東邨 ↺ 滿東邨

### 城巴E21A線
- 何文田（愛民邨） ↔ 東涌（逸東邨）

### 城巴E21D線
- 大角咀（維港灣） ↔ 航天城

### 城巴S56線
- 東涌站 ↺ 機場（一號客運大樓）

### 龍運巴士S64P線
- 迎東邨 ↺ 貨運航膳區

### 新界區專線小巴901線
- 港珠澳大橋香港口岸 ↺ 迎東邨